# Ocyphaps lophotes
Il piccione crestato, colomba dal ciuffo, piccione alibronzate crestato, tortora ciuffoaustraliana o tortora dal ciuffo (Ocyphaps lophotes (Temminck,1822)) è un uccello della famiglia dei Columbidi, unica specie del genere Ocyphaps, endemico dell'Australia.

## Distribuzione e habitat
Il piccione crestato è una specie endemica dell'Australia dove è diffuso nella maggior parte dell'isola, inclusa l'isola dei Canguri; mentre è assente nella penisola di Capo York, nelle zone settentrionali del Territorio del Nord e in Tasmania.
Il piccione crestato vive in genere in habitat secchi come le praterie, le savane e le zone arbustive, ma si può trovare anche in aree coltivate, nei parchi e nelle aree urbane. Si trova spesso vicino a corsi d'acqua, perché ha bisogno di bere ogni giorno.

## Descrizione

### Dimensioni
La sua lunghezza è di 32-35 centimetri. Il peso è variabile dai 120 ai 230 grammi.

### Aspetto

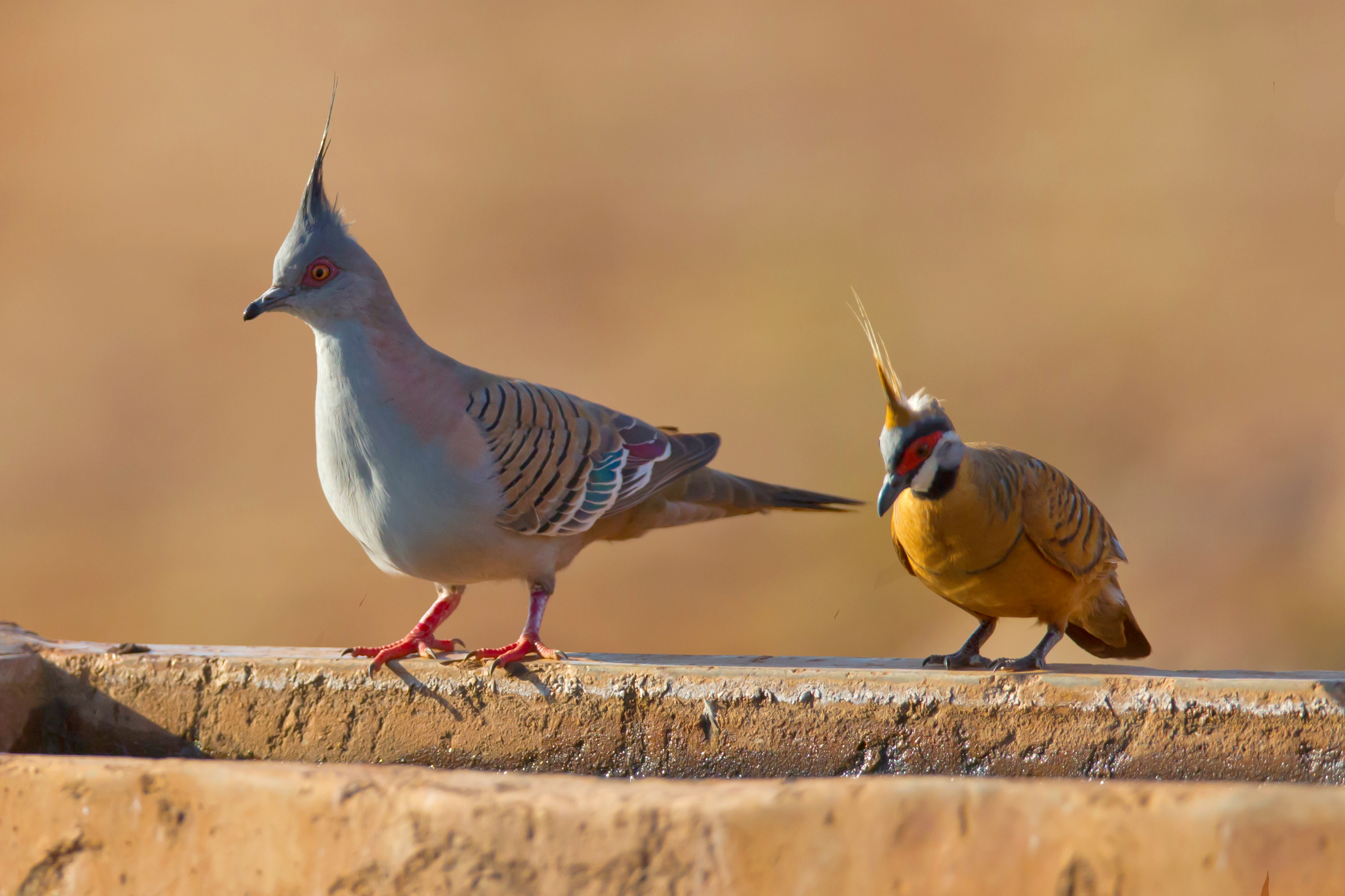
Il piccione crestato e il piccione dello spinifex sono le uniche specie di piccioni australiani a possedere una cresta eretta

Il piccione crestato ha una lunga cresta nera, di solito eretta, che lo rende facilmente riconoscibile. La maggior parte del corpo è grigio chiaro, con i lati del collo e il petto rosei. Le ali sono contrassegnate da barre nere che hanno delle chiazze luminose e metalliche di colore viola e verde, con frange bianche sulle piume. Il piccione crestato ha una lunga coda di colore marrone-nero che ha una leggera lucentezza verdastra sopra e una larga fascia bianca sulla punta. Il sottoala è grigio-argenteo, con le copritrici inferiori alari bianche. Il becco è nerastro, mentre i suoi occhi sono di colore arancione-giallo o arancione-rosso e sono circondati da un anello di pelle rosso-rosato. I tarsi e le zampe di questa specie sono rosso-rosato. Il maschio e la femmina di piccione crestato sono simili. Gli esemplari giovani hanno una colorazione più opaca, il piumaggio marrone, una cresta più corta e un'iridescenza minore sulle ali. Può anche essere riconosciuto dai suoi occhi blu-verdi, dall'anello di pelle intorno a ciascun occhio di colore grigio-bluastro e dai tarsi e dalle zampe di colore grigiastro-rosa. Sono riconosciute 2 sottospecie. La sottospecie Ocyphaps lophotes whitlocki, a differenza della sottospecie nominale, ha la punta della coda più stretta e una maggiore iridescenza blu e viola sulla parte superiore della coda. Il piccione crestato è una delle due specie di piccioni australiani a possedere una cresta eretta;l'altra specie, più piccola, è il piccione dello spinifex.

## Biologia

### Comportamento

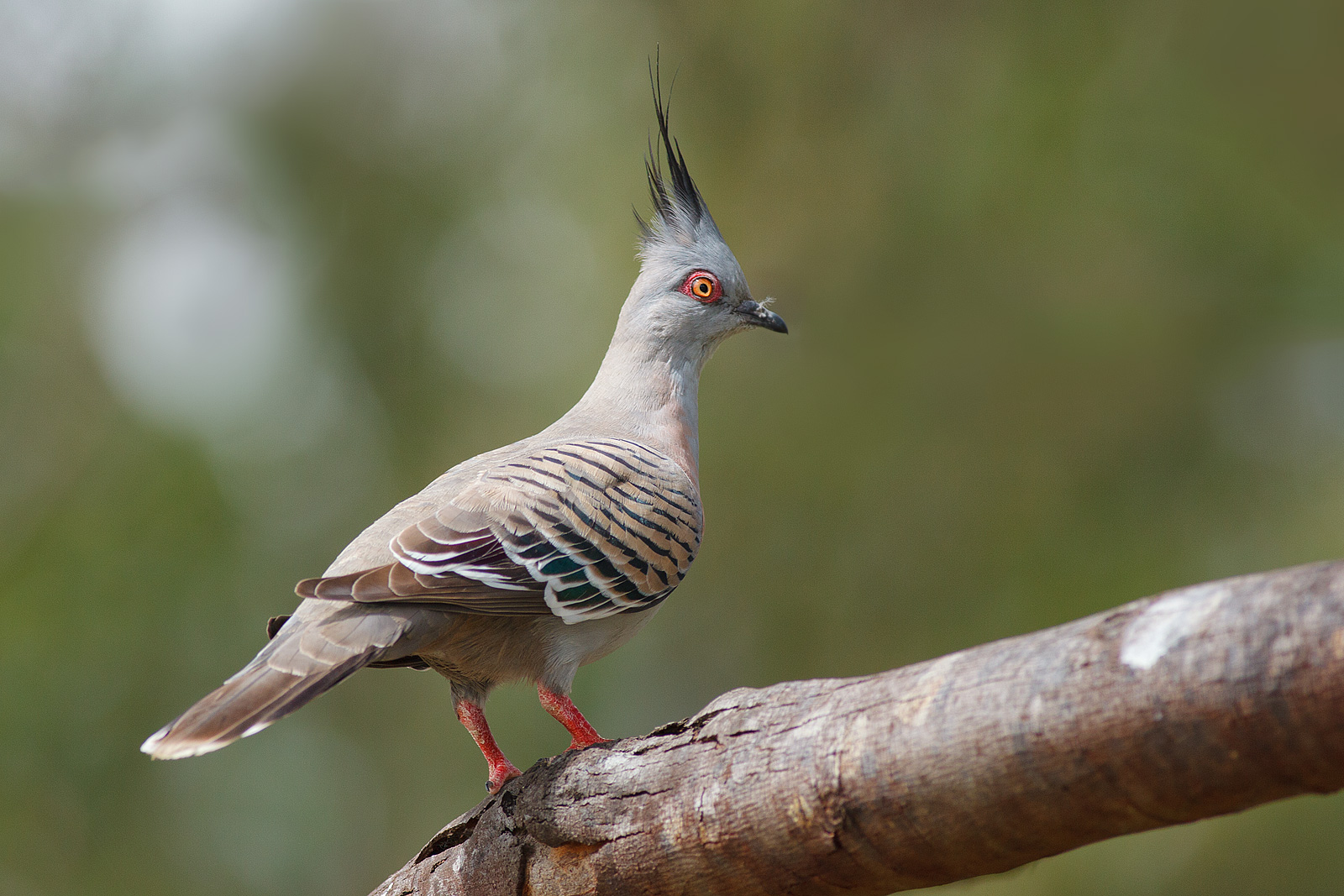

È una specie socievole: è visto in piccoli o in grandi stormi che a volte raggiungono diverse centinaia di individui. Il volo è caratterizzato da rapidi battiti d'ala intervallati da planate. In caso di pericolo vola via producendo un sibilo caratteristico, che è prodotto dall'aria che passa sulle penne primarie modificate, che serve anche ad avvertire lo stormo.

### Alimentazione
Si nutre di una grande varietà di semi, piante ed erbacce. Si nutre anche di foglie, di germogli verdi, di bulbi e di insetti. L'alimentazione avviene a terra. Di solito di mattina o di sera i piccioni crestati si riuniscono in stormi per bere da pozze d'acqua.

### Riproduzione

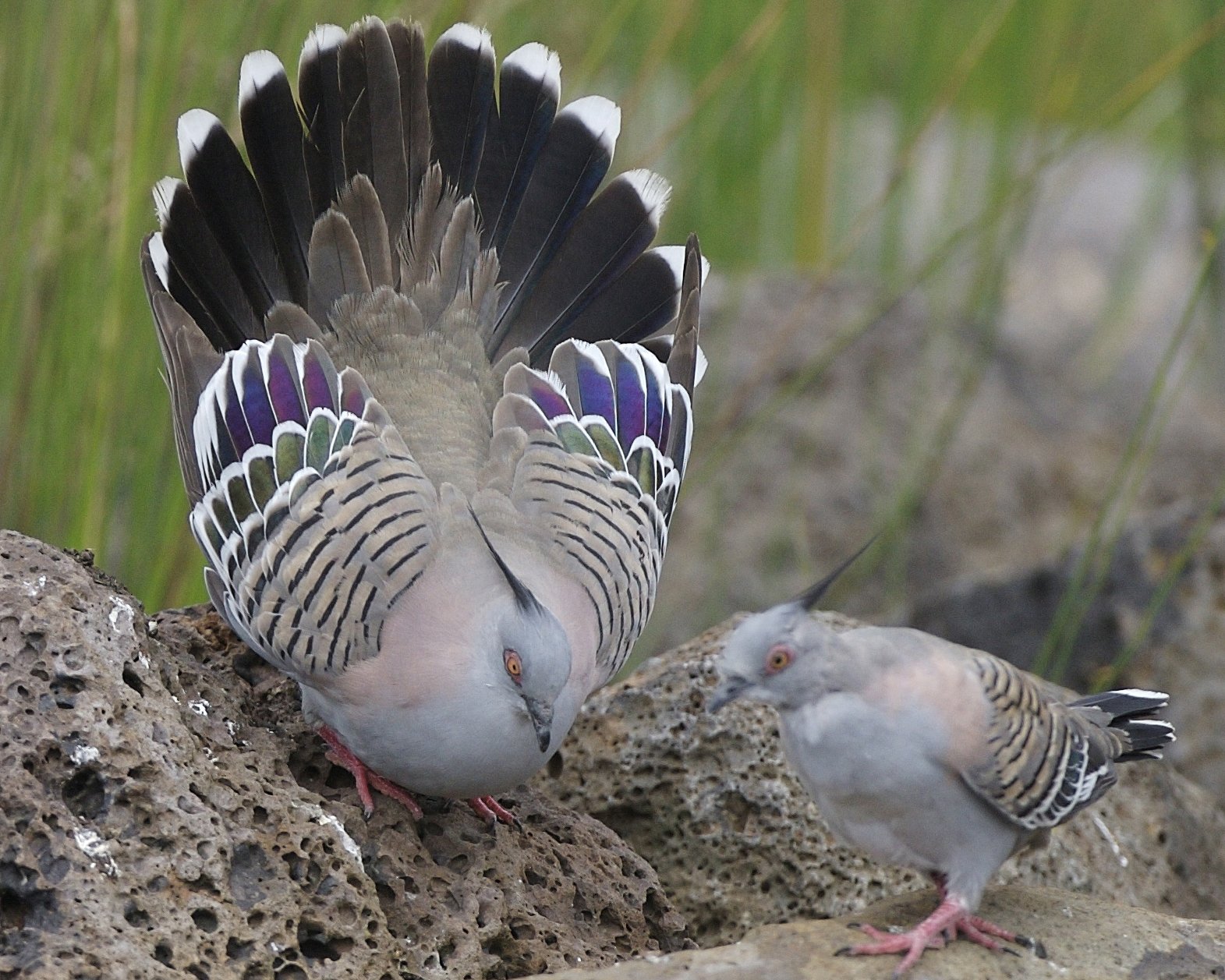
Caratteristica danza di accoppiamento del piccione crestato

La stagione riproduttiva del piccione crestato è molto variabile ma generalmente la nidificazione ha un picco tra agosto e marzo. In questo periodo il maschio comincia il suo corteggiamento avvicinandosi alla femmina ed eseguendo un'elaborata danza di accoppiamento; essi fanno degli inchini aprendo e chiudendo le ali, e sollevando la coda a ogni inchino sfoggiando così le chiazze iridescenti delle ali e la ruota della coda. Il nido del piccione crestato è costituito da una fragile piattaforma di rami, posta in un albero o in un arbusto denso. La femmina depone 2 uova bianche, che vengono covate da entrambi i sessi per 17-20 giorni. Gli esemplari giovanili sono curati da entrambi i genitori e a 14-19 giorni hanno già un piumaggio molto simile a quello adulto. Quando le condizioni meteorologiche sono favorevoli, il piccione crestato può supportare diverse nidiate in una singola stagione.

## Conservazione
La specie è abbondante nel suo areale e la popolazione è in aumento. Il piccione crestato è classificato quindi dalla IUCN come specie a rischio minimo di estinzione (Least Concern).

## Tassonomia
Sono note 2 sottospecie:
- O. l. whitlocki Mathews, 1912
- O. l. lophotes Temminck, 1822